# Ziehl-Abegg

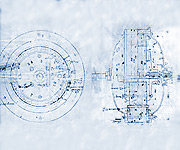
Premier plan de construction du moteur à rotor externe

Ziehl-Abegg SE (désignation spécifique ZIEHL-ABEGG SE, jusqu’en 2013 Ziehl-Abegg AG) est un fabricant allemand de ventilateurs destinés à la technique d’aération et de climatisation ainsi que de moteurs pour ascenseurs. Le siège de l’entreprise se trouve à Künzelsau dans l'arrondissement de Hohenlohe.
Font partie du groupe
- Ziehl-Abegg SE, Künzelsau (siège)

et toutes les filiales internationales de SE.

## Histoire
En 1897, Emil Ziehl conçoit le premier moteur à rotor externe. Avec l’investisseur suédois Eduard Abegg, il fonde le 2 janvier ou le 2 juin 1910 la Ziehl-Abegg Elektrizitäts-Gesellschaft m.b.H. dont le siège se trouve à Weißensee, An der Industriebahn 12-18. Emil Ziehl a placé de grands espoirs en M. Abegg qui devait développer des éoliennes pour l’entreprise. Alors que le logo de la société est déjà en circulation, il s’avère que le Suédois n’est pas en mesure de fournir les moyens financiers promis et que, par-dessus le marché, le brevet apporté pour le moteur d’éolienne n’est pas valable. À la suite de cela, M. Abegg quitte cette même année l’entreprise.
En 1945, après la capitulation allemande, l’usine est démontée sur ordre de l’administration militaire soviétique en Allemagne (SMAD) et transférée en Union soviétique. À partir de 1947, l’entreprise est reconstruite en Allemagne de l’Ouest dans la Künzelsauer Schlossmühle par les frères Günther et Heinz Ziehl. La production d’un moteur à rotor externe en guise d’entraînement de ventilateur commence en 1960. L’internationalisation débute en 1973. Elle est suivie par le changement de statut en société familiale par actions en 2001.
Il existe des filiales dans les pays suivants : Pologne, Chine, Russie, États-Unis, Tchéquie, Suède, Grande-Bretagne, Danemark, Finlande, France, Italie, Australie, Singapour, Suisse, Autriche, Ukraine, Espagne, Benelux, Afrique du Sud, Japon, Turquie, Inde et Brésil.
Avant de créer leur propre société, les fondateurs de plusieurs concurrents (Gebhardt, ebm-papst, Rosenberg Ventilatoren) ont été employés chez Ziehl-Abegg. Wilhelm Gebhardt était auparavant au service développement et Karl Rosenberg au service ventes de Ziehl-Abegg avant de créer leur propre entreprise en 1981.

## Produits
Des ventilateurs axiaux et radiaux d’un diamètre de 190  à   1 400 mm ainsi que des moteurs et la technique de régulation adaptée sont construits dans le domaine de la technique d’aération. La technique du chauffage, de la réfrigération et des salles blanches sont des exemples de domaines d’application parmi d’autres.
Ziehl-Abegg est la première entreprise au monde à avoir introduit fin des années 1980 les moteurs EC (voir également Moteur à courant continu sans balais) dans la technique d’aération. Dans les années 1990, les pales de rotor sont réalisées en forme de faucille ; en 2006, elles reçoivent un profil bionique destiné à réduire le bruit. La société Ziehl-Abegg (2013) est également la première à avoir développé un bio-ventilateur constitué d’un bio-polymère (huile de ricin).
Le domaine de la technique d’entraînement voit le développement de moteurs électriques destinés aux ascenseurs, aux applications médicales telles que les scanners et aux bus.

## Sites

### Ziehl-Abegg SE

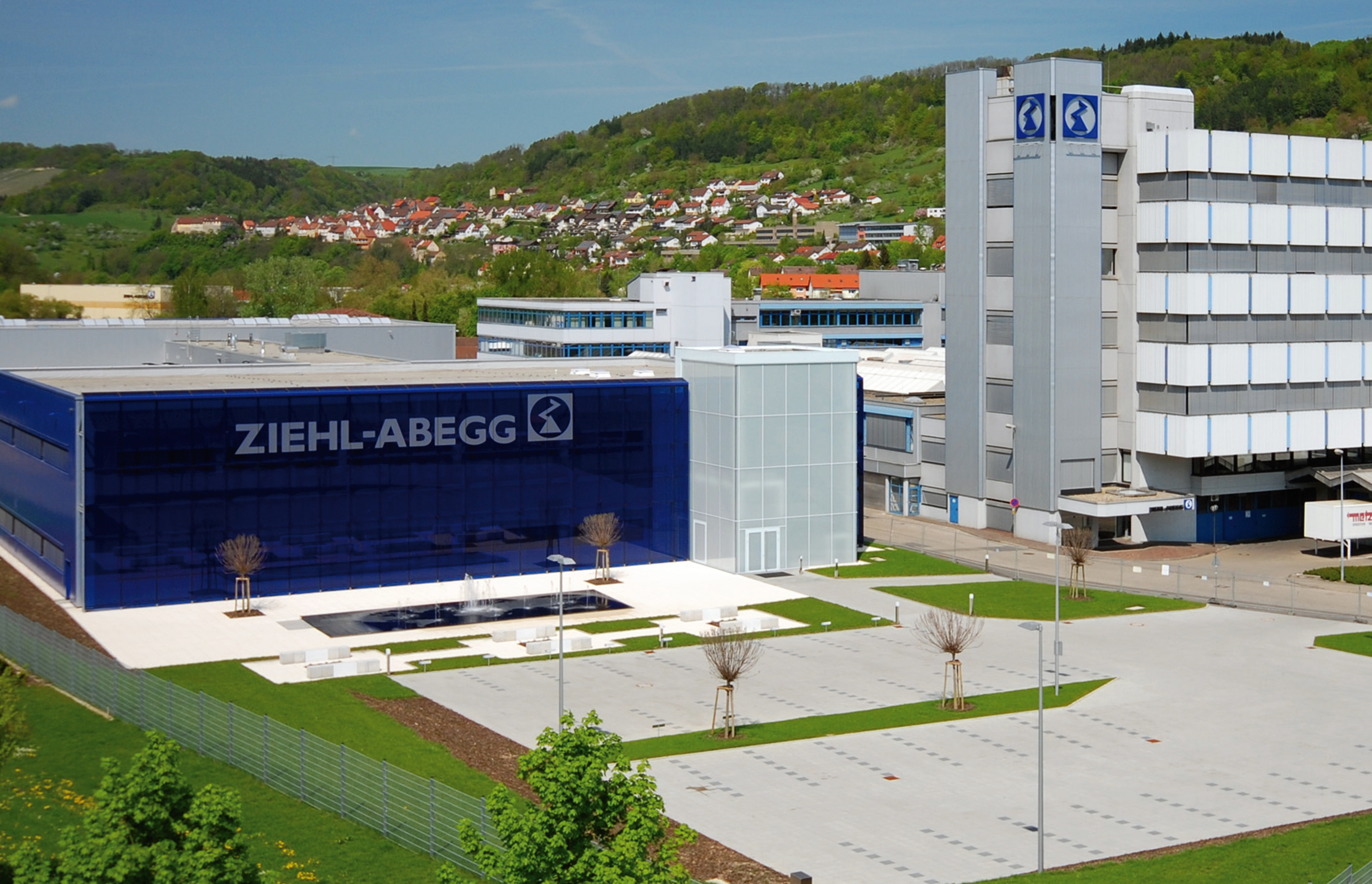
Bâtiment Ziehl-Abegg à Künzelsau

L'usine-mère se situe dans la Heinz-Ziehl-Straße et une usine dans la Würzburger Straße à Künzelsau. Depuis 2008, l’entreprise y exploite le plus grand banc de mesure et de test pour ventilateurs au monde.
D’autres sites se trouvent à Schöntal-Bieringen et deux usines à Kupferzell dans la Günther-Ziehl-Straße dans le parc industriel de Hohenlohe.

### Ziehl-Abegg KFT
ZIEHL-ABEGG Motor- és Ventillátorgyártó Kft. à Marcali (Hongrie) a été créé par ZIEHL-ABEGG GmbH. & Co. en décembre 1994 avec un capital social de 84.570.000 forint. Cette société produit des dispositifs d’aération, des moteurs électriques spéciaux, des ventilateurs axiaux et radiaux ainsi que des accessoires pour l’agriculture, l’industrie mécanique, les climatisations et l’industrie du froid. Les pièces sont fabriqués dans trois établissements sur une surface d’exploitation totale de 62 000 m2.

## Formation et études
Le taux de formation chez Ziehl-Abegg est d’environ 10 %. En 2014, la chambre de commerce a décerné le label « Dualis » à Ziehl-Abegg en tant qu'entreprise pilote pour son excellente contribution à la formation.
En décembre 2012, Ziehl-Abegg a été distingué lors des « Human Resource Excellence Awards » pour son excellente culture d’accueil de personnels qualifiés étrangers. Ziehl-Abegg exporte le modèle réussi de la formation en alternance également dans d’autres pays : la formation en alternance a débuté dans l’usine hongroise en 2013 et des études en alternance y seront également organisées pour la première fois en 2016.